# 雲南市立吉田中学校
雲南市立吉田中学校（うんなんしりつよしだちゅうがっこう）は、島根県雲南市吉田町にある中学校。

## 概要
- 郵便番号 - 690-2801
- 住所 - 島根県雲南市吉田町吉田1080番地4

## 校区
- 校区は、田井小学校、吉田小学校の通学区域となっている。

## 沿革
- 2004年（平成16年）11月1日 雲南市立吉田中学校に改称。

## 生徒会
- 執行部
- 広報委員会
- 購買委員会
- 図書委員会
- 環境委員会
- 体育委員会

## 部活動

### 運動部
- 野球部
- 卓球部

### 文化部
- 吹奏楽部